# St. Josef (Selm)
St. Josef, auch Josefskirche, war eine katholische Kirche in der westfälischen Stadt Selm im südlichen Münsterland in Nordrhein-Westfalen. Sie stand unter dem Patrozinium des hl. Josef. Die Kirche lag an der Kreisstraße, die Beifang durchquert, gegenüber der Overberg-Grundschule und neben dem Altenwohnhaus St. Josef.

## Geschichte
Aus der katholischen Kirchengemeinde St. Ludger in Selm entwickelte sich nach der Gründung der Zeche Hermann im Jahr 1909 die Kirchengemeinde St. Josef, zunächst von 1924 bis 1951 als nicht selbstständige Rektoratsgemeinde mit einer eigenen Filialkirche St. Joseph, dann bis 2008 als Pfarrgemeinde St. Josef, seither als Gemeindebezirk der aus der Fusion der drei Pfarreien St. Josef, St. Ludger und St. Stephanus gebildeten Pfarrei St. Ludger.
Für das entscheidende Jahr 1924 verweist die Chronik der Pfarrei St. Josef auf eine Mitgliederzahl von etwa 5.000 Katholiken im Siedlungsgebiet Selm-Beifang, während im alten Territorium der Pfarrei St. Ludger nur etwa 2.300 Katholiken gezählt wurden. Bereits 1922 gab es erste Ideen zur Errichtung einer eigenen Kirche für die Kolonie Selm-Beifang. Am 30. September 1923 wurde als Abspaltung vom Arbeiterverein St. Ludger mit 124 Gründungsmitgliedern der Arbeiterverein St. Joseph gegründet. Am 10. Oktober 1923 übernahm der 33-jährige Kaplan Wilhelm Bruns die Seelsorge in Beifang, er wurde erster Pfarrrektor der in einem langen Prozess selbstständig werdenden Pfarrgemeinde. In den folgenden elf Jahren bis zur Versetzung von Pfarrrektor Bruns im Frühjahr 1934 wurden die baulichen und personalen Grundstrukturen der Gemeinde St. Joseph gelegt.

## Kirchbau 1924
Die Einwohnerzahl Selms ist mit der Entwicklung der Zeche Hermann stetig gestiegen. Für 1910 werden insgesamt 3600 Einwohner genannt, für 1923 schon 10.622 Einwohner. Als Ersatz für die alte Pfarrkirche St. Fabian und Sebastian (heute: Friedenskirche) war 1908 ein großes neugotisches Kirchengebäude als Pfarrkirche St. Ludger fertiggestellt worden. Mit dem 1923 gegründeten Arbeiterverein St. Joseph stand ein fester Kern von Familien in Verbindung mit der Entwicklung der Filialgemeinde. Wöchentliche religiöse Schulungen festigten die Verbindung von Kaplan Bruns und den Männern des Vereins.
Gemeinsam wurde ab dem Jahresanfang 1924 am Bau der Kirche gearbeitet. Während die Chronik darauf verweist, dass ein bisher von der Jugend genutztes Grundstück durch den Besitzer Weischer zur Verfügung gestellt worden sei, ist seit 2011 bekannt, dass bereits in dem Jahr 1914 ein Kaufvertrag der damaligen Kirchengemeinde St. Ludger mit dem Besitzer Weischer abgeschlossen wurde. Dieser trat allerdings erst nach der Genehmigung des Erwerbs und des Kirchbaus durch das Bistum Münster in Kraft.
Dombaumeister Wilhelm Sunder-Plaßmann aus Münster entwarf einen Bauplan, der nach der Billigung durch den Kirchenvorstand der noch entscheidenden Pfarrei St. Ludger umgesetzt wurde. Für das Fundament wurden Steine aus der Bauerschaft Ondrup durch den Bauern Wörmann kostenlos aus seinem Steinbruch zur Verfügung gestellt. Der beauftragte Bauunternehmer gestattete es, dass Männer aus der Kirchengemeinde freiwillig am Bau der Kirche mitarbeiteten, insbesondere bei der Errichtung der Grundmauern und schon bei der Brechung der Steine im Steinbruch.
Zur Finanzierung des Baus unternahm der Kaplan Bruns ausgedehnte „Betteltouren“. Am 29. Juni 1924, dem Fest Peter und Paul, wurde der Grundstein für die Kirche gelegt. Die Finanzierung wurde in Selm durch eine Hauskollekte und eine Tombola weiter vorangetrieben. Am 14. Dezember 1924 wurde die Kirche durch Generalvikar Meis geweiht. Am 6. Januar 1925 konnte im Pfarrsaal die erste Weihnachtsfeier stattfinden.

## Abriss

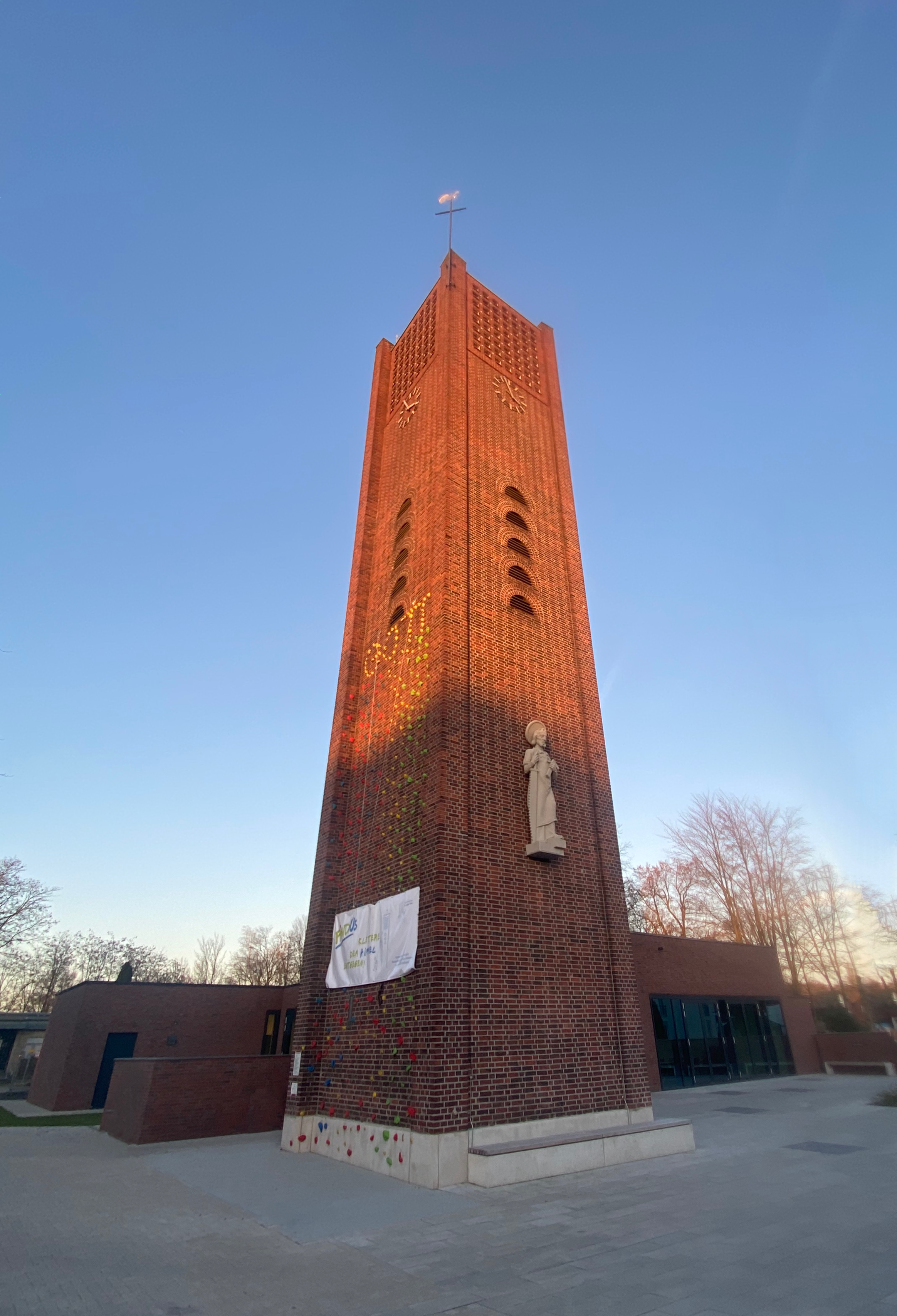
Kirchturm nach dem Rückbau (Dezember 2019)

Die Kirche wurde aufgegeben und im November 2016 abgerissen. Der Kirchturm blieb erhalten.